# Роман Игоревич (князь галицкий)
Роман Игоревич (уб. 1211) — князь Звенигородский (1206—1208, 1210—1211), Галицкий (1208—1210). Сын героя «Слова о полку Игореве», Новгород-Северского князя Игоря Святославича и галицкой княжны Ефросиньи Ярославны.

## Биография
После гибели в 1205 году в битве при Завихосте Романа Мстиславича Галицкого его малолетнему сыну и наследнику Даниилу при поддержке венгерского короля Андраша II Арпада ещё некоторое время удалось продержаться в Галиче. Но уже в 1206 году с помощью части галицкой знати во главе с вернувшимися из изгнания Кормиличичами Игоревичам удалось занять лидирующие позиции в Галицко-Волынском княжестве: Владимир сел в Галиче, Святослав во Владимире-Волынском (временно; затем в Перемышле), а Роман в Звенигороде.
В 1208 году Роман сам с венгерской помощью захватил Галич, изгнав оттуда старшего брата в Путивль. В 1210 году Владимир вернулся и стал править совместно с братом. Для утверждения своей власти Игоревичи расправились с недовольной ими частью галицких бояр, после чего окончательно лишились поддержки в княжестве. В 1211 году польско-венгерские войска изгнали Владимира с сыном, приведшим половецкие и северские войска на помощь отцу и дядьям. Роман был захвачен в Звенигороде, его брат Святослав был захвачен в Перемышле. На галицкий престол был посажен Даниил Романович, а Роман, Святослав и, предположительно, Ростислав Игоревичи были повешены по просьбе галичан.

## Дети
Согласно толкованиям Любецкого синодика:
- Иван, князь путивльский
- Константин
- Михаил (погиб в 1239)

По другой версии, эти князья были сыновьями Романа Владимировича путивльского.